# گیوورن
گیوورن (به بلغاری: Gyovren) یک منطقهٔ مسکونی در بلغارستان است که در استان اسمولیان واقع شده‌است.
 گیوورن  ۸۹۷ نفر جمعیت دارد و ۱٬۳۸۶ متر بالاتر از سطح دریا واقع شده‌است.